# 罗田玉兰
罗田玉兰（学名：Magnolia pilocarpa）为木兰科木兰属下的一个种。

## 扩展阅读
- 維基物種上的相關：罗田玉兰